# كاميرون توفي
كاميرون توفي (بالإنجليزية: Cameron Tovey)‏ مواليد 26 يونيو 1985 في بينانق، هو لاعب كرة سلة أسترالي معتزل. بدأ مسيرته الاحترافية في سنة 2005. اعتزل اللعب في 2013.

## المسيرة الاحترافية
لعب مع برث وايلدكاتز في الدوري الأسترالي في موسم 2005–2006، ثم لعب مع سيدني كينجز من سنة 2006 إلى 2008، ثم لعب مع تاونسفيل كروكودايلز في الدوري الأسترالي من سنة 2008 إلى 2010، ثم لعب مع برث وايلدكاتز من سنة 2010 إلى 2013.